# Назаренко, Дмитрий Павлович
Дмитрий Павлович Назаренко (26 ноября 1917, с. Ивановка, Днепропетровская область — 19 октября 1969, Одесса) — лётчик-ас, командир эскадрильи 131-го истребительного авиационного полка. Генерал-майор авиации. Герой Советского Союза.

## Биография
Родился 26 ноября 1917 года в селе Ивановка ныне Царичанского района Днепропетровской области, в семье крестьянина. Украинец. Член ВКП(б)/КПСС с 1942 года. Окончил 8 классов, работал телеграфистом на Царицынском узле связи. В 1934—1936 годах он учился в Киевском техникуме физкультуры.
В Красной Армии с 1936 года. В 1938 году окончил Качинскую военно-авиационную школу пилотов.
Участник советско-финляндской войны 1939—1940 годов. Назаренко совершил 25 боевых вылетов.
На фронтах Великой Отечественной войны с июня 1941 года. Сражался на Южном, Северо-Кавказском, Сталинградском, Закавказском фронтах.
Указом Президиума Верховного Совета СССР «О присвоении звания Героя Советского Союза начальствующего и рядового состава Красной Армии» от 13 декабря 1942 года за «образцовое выполнение боевых заданий командования на фронте борьбы с немецкими захватчиками и проявленные при этом отвагу и геройство» удостоен звания Героя Советского Союза с вручением ордена Ленина и медали «Золотая Звезда».
В 1943—1945 годах Дмитрий Назаренко был штурманом полка, командиром 40-го гвардейского иап, затем штурманом дивизии. К концу войны выполнил более 500 успешных боевых вылетов, проведя 120 воздушных боёв, сбил 18 вражеских самолётов лично и 7 — в группе с товарищами.
После окончания войны Дмитрий Павлович продолжал служить в ВВС СССР. В 1951 году окончил Военно-воздушную академию, а в 1957 году — Военную академию Генерального штаба. 18 апреля 1952 года ему было присвоено воинское звание генерал-майора авиации. Летал на боевых самолётах до 1966 года. С 1967 года генерал-майор авиации Назаренко Д. П. — в запасе.
Жил и работал в городе-герое Одессе, где и скончался 19 октября 1969 года. Похоронен на аллее Героев в городе-герое Одессе на 2-м Христианском кладбище.
Награждён 2 орденами Ленина, 2 орденами Красного Знамени, орденами Отечественной войны 1-й и 2-й степеней, Красной Звезды, медалями.